# ليون ألتونيان
ليون آرام ألتونيان (15 فبراير 1936 - 6 سبتمبر 2020)، هو لاعب كرة قدم لبناني أرمني لعب في مركزيّ الجناح أو الوسط.
عُدَّ أحد أبرز لاعبي الكرة في لبنان، لعب كجناح كما لاعب وسط مع نادي هومنتمن والمنتخب اللبناني.
وكان ألتونيان يلقب بالقوة الضاربة لناديه البرتقالي كما للمنتخب، ولم يلعب طوال مسيرته الكروية سوى لنادي هومنتمن، وذلك ابتداء من عام 1952 وحتى اعتزاله في 1973.
وامتاز لعبه بالسرعة والمراوغة والموهبة، كما بدقة إصابته للزوايا الصعبة من مرمى المنافس وحصل على لقب هداف الدوري اللبناني مرتين خلال موسمي 1962-1963 (14 هدفاً) و1966-67 (19 هدفاً).

## الألقاب

### النادي
- الدوري اللبناني الممتاز : 1954–55 ، 1962–63 ، 1968–69
- كأس الاتحاد اللبناني لكرة القدم : 1961-1962

### دولي
لبنان
- المركز الثالث في دورة الألعاب العربية 1957
- المركز الثالث في كأس العرب عام 1963

### شخصي
العروض
- هداف الدوري اللبناني الممتاز : 1962–63 ، 1966–67